# لو کروازیک
لو کرواسیک (Le Croisic) نام یک کمون و در لوآر-آتلانتیک در شمال غربی فرانسه قرار دارد، است.
1. ↑  "Répertoire national des élus: les maires" (به فرانسوی). data.gouv.fr, Plateforme ouverte des données publiques françaises. 13 September 2022.